# Чемпионат Черниговской области по футболу
Чемпионат Черниговской области по футболу — областное соревнование украинского футбола среди любительских команд. С 1991 года проводится под эгидой Черниговской областной ассоциации футбола.

## Все победители

### Победители 1947—1974
| Год  | Чемпион              | Город ФК |
| 1947 | «Вымпел»             | Чернигов |
| 1948 | «Вымпел»             | Чернигов |
| 1949 | МДО                  | Прилуки  |
| 1950 | МДО                  | Прилуки  |
| 1951 | «Машзавод»           | Прилуки  |
| 1952 | Команда г. Чернигова | Чернигов |
| 1953 | «Машзавод»           | Прилуки  |
| 1954 | Команда г. Чернигова | Чернигов |
| 1955 | Команда г. Чернигова | Чернигов |
| 1956 | АТК                  | Чернигов |
| 1957 | «Авангард»           | Прилуки  |
| 1958 | АТК                  | Чернигов |
| 1959 | ППО                  | Ладан    |
| 1960 | ППО                  | Ладан    |

| Год  | Чемпион            | Город ФК   |
| 1961 | «Машзавод»         | Прилуки    |
| 1962 | «Звезда»           | Чернигов   |
| 1963 | Команда пгт. Десна | пгт. Десна |
| 1964 | ППО                | Ладан      |
| 1965 | Команда г. Нежин   | Нежин      |
| 1966 | ППО                | Ладан      |
| 1967 | «Химик»            | Чернигов   |
| 1968 | «Химик»            | Чернигов   |
| 1969 | «Химик»            | Чернигов   |
| 1970 | «Химик»            | Чернигов   |
| 1971 | «Химик»            | Чернигов   |
| 1972 | «Химик»            | Чернигов   |
| 1973 | «Химик»            | Чернигов   |
| 1974 | «Химик»            | Чернигов   |

### Призёры чемпионатов с 1975 года
| Год  | Победитель              | 2 место                       | 3 место                   |
| ---- | ----------------------- | ----------------------------- | ------------------------- |
| 1975 | «Химик» Чернигов        | «Торпедо» Нежин               | «Сельмаш» Нежин           |
| 1976 | «Химик» Чернигов        | «Луч» Чернигов                | «Сельмаш» Нежин           |
| 1977 | «Луч» Чернигов          | «Авангард» Ладан              | «Прогресс» Нежин          |
| 1978 | «Луч» Чернигов          | «Прогресс» Нежин              | «Торпедо» Нежин           |
| 1979 | «Луч» Чернигов          | «Прогресс» Нежин              | «Химмаш» Бахмач           |
| 1980 | «Луч» Чернигов          | «Прогресс» Нежин              | «Торпедо» Нежин           |
| 1981 | «Прогресс» Нежин        | «Водоканал» Чернигов          | «Торпедо» Нежин           |
| 1982 | «Луч» Чернигов          | «Торпедо» Нежин               | «Авангард» Ладан          |
| 1983 | «Текстильщик» Чернигов  | «Прогресс» Нежин              | «Луч» Чернигов            |
| 1984 | «Химик» Чернигов        | «Торпедо» Нежин               | «Прогресс» Нежин          |
| 1985 | «Химик» Чернигов        | «Текстильщик» Чернигов        | «Коммунальник» Чернигов   |
| 1986 | «Химик» Чернигов        | «Коммунальник» Чернигов       | «Торпедо» Нежин           |
| 1987 | «Химик» Чернигов        | «Коммунальник» Чернигов       | «Гидротехник» Чернигов    |
| 1988 | «Гидротехник» Чернигов  | «Химик» Чернигов              | «Текстильщик» Чернигов    |
| 1989 | «Гидротехник» Чернигов  | «Химик» Чернигов              | «Луч» Чернигов            |
| 1990 | «Коммунальник» Чернигов | «Буревестник» Чернигов        | «Торпедо» Нежин           |
| 1991 | «Химик» Чернигов        | «Буревестник» Чернигов        | «Коммунальник» Чернигов   |
| 1992 | «Текстильщик» Чернигов  | «Агросервис» Бахмач           |                           |
| 1993 | «Химик» Чернигов        | «Текстильщик» Чернигов        | «Агросервис» Бахмач       |
| 1994 | «Факел» пгт Варва       | «Домостроитель» Чернигов      | «Коммунальник» Чернигов   |
| 1995 | «Факел» пгт Варва       | «Чексил» Чернигов             | «Домостроитель» Чернигов  |
| 1996 | «Факел-2» пгт Варва     | «Аверс» Бахмач                | «Чексил» Чернигов         |
| 1997 | «Чексил» Чернигов       | ГПЗ пгт Варва                 | «Домостроитель» Чернигов  |
| 1998 | ФК «Нежин» Нежин        | ГПЗ пгт Варва                 | «Чексил» Чернигов         |
| 1999 | ГПЗ пгт Варва           | ФК «Нежин» Нежин              | «Прогресс» Бахмач         |
| 2000 | ФК «Нежин» Нежин        | ГПЗ пгт Варва                 | «Полесье» пгт Добрянка    |
| 2001 | ГПЗ пгт Варва           | ФК «Нежин» Нежин              | «Европа» Прилуки          |
| 2002 | «Факел-ГПЗ» Варва       | ФК «Нежин» Нежин              | «Европа» Прилуки          |
| 2003 | «Полесье» пгт Добрянка  | ФК «Нежин» Нежин              | «Еднисть» с. Плиски       |
| 2004 | ФК «Нежин» Нежин        | «Европа» Прилуки              | «Еднисть» с. Плиски       |
| 2005 | «Еднисть» с. Плиски     | ФК «Нежин» Нежин              | «Авангард» Корюковка      |
| 2006 | ФК «Нежин» Нежин        | «Еднисть» с. Плиски           | «Авангард» Корюковка      |
| 2007 | «Авангард» Корюковка    | «Полесье» пгт Добрянка        | «Еднисть-2» с. Плиски     |
| 2008 | «Еднисть-2» с. Плиски   | «Полесье» пгт Добрянка        | «Авангард» Корюковка      |
| 2009 | «Еднисть-2» с. Плиски   | «Полесье» пгт Добрянка        | «Агротрейд» с. Припутни   |
| 2010 | «Еднисть-2» с. Плиски   | «Полесье-Юность» пгт Добрянка | «Авангард» Корюковка      |
| 2011 | «Еднисть-2» с. Плиски   | «ЮСБ» Чернигов                | «Полесье» пгт Добрянка    |
| 2012 | «Авангард» Корюковка    | «Полесье» пгт Добрянка        | ЛКТ Чернигов              |
| 2013 | «Авангард» Корюковка    | «Еднисть» с. Плиски           | «ЮСБ» Чернигов            |
| 2014 | «Еднисть» с. Плиски     | «Ника» Чернигов               | «Полесье-Юность» Добрянка |
| 2015 | «Еднисть» с. Плиски     | «Авангард» Корюковка          | «Агродом» Бахмач          |
| 2016 | «Фрунзенец» Нежин       | «Агродом» Бахмач              | «Зернопром» Анисов        |
| 2017 | «Агродом» Бахмач        | «Ника» Чернигов               | «Чернигов»                |
| 2018 | «Фортуна» Комаровка     | «Чернигов»                    | «Агродом» Бахмач          |
| 2019 | «Чернигов»              | «Юность-Ника» Чернигов        | «Прогресс» Остаповка      |
| 2020 | «Агродом» Бахмач        | «Нежин»                       | «Борзна-Смена» Борзна     |
| 2021 | «Кудровка-2» Кудровка   | «Прогресс» Остаповка          | «Голд Нафта» Бахмач       |
| 2022 | «Кудровка» Кудровка     | «Борзна» Борзна               | «Динамо» Ичня             |
| 2023 | «Кремень» Парафиевка    | «Борзна» Борзна               | «Хвиля» Киенка            |
| 2024 | «Борзна» Борзна         | «Корюковка» Корюковка         | «Нежин» Нежин             |